# NGC 1492
NGC 1492 este o emission-line galaxy⁠(d) situată în constelația Eridanul. A fost descoperită în 1837 de către John Herschel. Se află la o distanță de 99,54 de megaparseci de Pământ.